# Општина Сански Мост
Општина Сански Мост је општина у Федерацији Босне и Херцеговине, БиХ. Налази се на ријеци Сани, у региону Босанске Крајине, између Приједора и Кључа. Сједиште општине је у Санском Мосту.

## Географија
Сански Мост се са околином налази у средњем току ријеке Сане, са ослонцем на планину Грмеч на западу и планине Мулеж и Бехремагиницу на истоку. Подручје општине Сански Мост има ријеку Сану и осам рјечица; Саницу, Дабар, Здену, Блиху, Мајданску Ријеку, Јапру, Сасинку и Козицу и неколико краћих понорница. На санском подручју има неколико јаких крашких врела која су истовремено и извори рјечица; Саничко врело, Дабарско врело и врело Здене. У селу Илиџа, подно планине Мулеж, има јачи извор радиоактивне сумпорне воде са значајним љековитим својствима. На свом подручју има и неколико већих пећина међу којима су Хрустовачка и Дабарска.

## Насељена мјеста
Бјелине, Бојиште, Босански Милановац, Бошњаци, Брдари, Врхпоље, Главице, Горице, Горња Козица*, Горња Трамошња*, Горњи Дабар, Горњи Каменград, Демишевци, Дједовача, Доња Козица*, Доња Трамошња*, Доњи Дабар, Доњи Каменград, Ђурићи, Зенковићи, Доњи Липник, Горњи Липник, Грдановци, Илиџа, Јелашиновци, Кијево, Кљевци, Копривна*, Козин, Кркојевци, Крухари, Лукавице, Лушци Паланка, Лужани, Мајкић Јапра Доња, Мајкић Јапра Горња, Миљевци, Модра, Мркаљи*, Напреље, Окреч, Отиш, Подбријежје, Подлуг, Подови, Подвидача*, Пољак, Праштали, Сански Мост, Сасина*, Скуцани Вакуф, Слатина*, Стара Ријека*, Стари Мајдан, Сухача, Томина, Трнова, Фајтовци, Хадровци*, Хрустово, Хусимовци, Чапље, Џевар, Шеховци и Шкрљевита*.
Послије потписивања Дејтонског споразума највећи дио општине Сански Мост (781 km² или 79%) ушао је у састав Федерације БиХ. У саставу Републике Српске остала су насељена мјеста: Батковци, Будимлић Јапра, Дуге Њиве, Гаревица, Халиловци, Хазићи, Марини, Оштра Лука, Овањска и Усорци, те дијелови насељених мјеста: Горња Козица, Горња Трамошња, Доња Козица, Доња Трамошња, Копривна, Мркаљи, Подвидача, Сасина, Слатина, Стара Ријека, Хадровци и Шкрљевита. Од овог подручја формирана је општина Оштра Лука (204 km² или 21%).

## Становништво
|                      | 2013.           | 1991.            | 1981.            | 1971.            |
| Укупно               | 41 475 (100,0%) | 60 307 (100,0%)  | 62 467 (100,0%)  | 62 102 (100,0%)  |
| Бошњаци              | 38 344 (92,45%) | 28 136 (46,65%)1 | 27 083 (43,36%)1 | 24 839 (40,00%)1 |
| Срби                 | 1 837 (4,429%)  | 25 363 (42,06%)  | 26 619 (42,61%)  | 30 422 (48,99%)  |
| Хрвати               | 722 (1,741%)    | 4 322 (7,167%)   | 5 314 (8,507%)   | 6 307 (10,16%)   |
| Босанци              | 202 (0,487%)    | –                | –                | –                |
| Неизјашњени          | 127 (0,306%)    | –                | –                | –                |
| Непознато            | 70 (0,169%)     | –                | –                | –                |
| Остали               | 49 (0,118%)     | 1 239 (2,054%)   | 336 (0,538%)     | 213 (0,343%)     |
| Муслимани            | 43 (0,104%)     | –                | –                | –                |
| Босанци и Херцеговци | 25 (0,060%)     | –                | –                | –                |
| Албанци              | 18 (0,043%)     | –                | 26 (0,042%)      | 22 (0,035%)      |
| Роми                 | 16 (0,039%)     | –                | 75 (0,120%)      | 12 (0,019%)      |
| Православци          | 10 (0,024%)     | –                | –                | –                |
| Словенци             | 6 (0,014%)      | –                | 16 (0,026%)      | 23 (0,037%)      |
| Југословени          | 4 (0,010%)      | 1 247 (2,068%)   | 2 936 (4,700%)   | 195 (0,314%)     |
| Црногорци            | 1 (0,002%)      | –                | 50 (0,080%)      | 59 (0,095%)      |
| Турци                | 1 (0,002%)      | –                | –                | –                |
| Македонци            | –               | –                | 10 (0,016%)      | 8 (0,013%)       |
| Мађари               | –               | –                | 2 (0,003%)       | 2 (0,003%)       |

1. 1 На пописима од 1971. до 1991. Бошњаци су пописивани углавном као Муслимани.

Већина становника српске националности свој нови дом нашла је у Приједору, Бањалуци, Футогу и Београду. Постоји више удружења, а највеће је удружење расељених Сањана „Санска огњишта“ са сједиштем у Бањалуци.